# 바바둑
《바바둑》(영어: The Babadook)은 2014년 개봉한 오스트레일리아의 공포 영화이다. 제니퍼 켄트의 장편 감독 데뷔작이며 각본 역시 켄트가 맡았다. 켄트는 자신의 2005년 단편 영화 Monster를 영화의 원작으로 삼았다. 2014 AACTA 어워드에서 《워터 디바이너》와 함께 작품상을 공동 수상했다.
오스트레일리아 개봉 당시 별 다른 주목을 받지 못 하여 흥행에 실패하였으며, 아트 하우스 극장 제한 개봉 정도에 머물렀다. 하지만 2014 선댄스 영화제에서 월드 프리미어를 가진 후 평론가들의 극찬이 이어지면서 전 세계적으로 이름을 알렸다. 이후 제작비 200만 달러를 훌쩍 뛰넘는 750만 달러의 흥행 수익을 올렸다.

## 출연진

### 주연
- 에시 데이비스
- 노아 와이즈먼

### 조연
- 헤일리 매컬히니
- 대니얼 헨셜
- 바버라 웨스트
- 벤 윈스피어
- 클로이 헌
- 재키 필립스
- 브리짓 월터스

## 기타
- 미술: 앨릭스 홈스

## 제작 과정
감독 제니퍼 켄트는 1927년 무성 공포 영화 《런던 애프터 미드나잇》에 출연한 론 체이니의 스틸 사진에서 영감을 얻어 작품을 고안했다고 밝혔다.